# Bakau

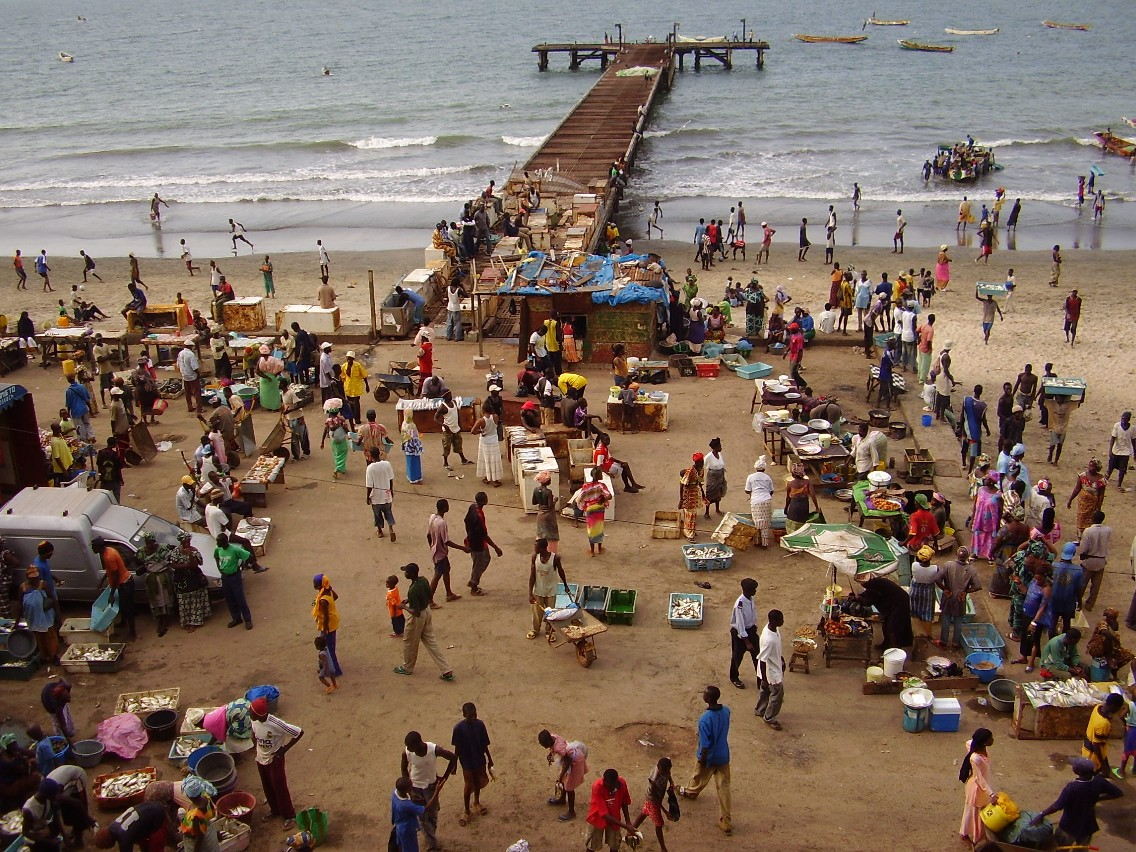
Fiskmarknad i Bakau

Bakau är en stad på Atlantens kust i Gambia, och den ligger väster om Banjul. Bakau är känt för sina botaniska trädgårdar, sitt krokodilzoo Kachikali och för stränderna vid Cape Point.